# 林丽颖
林丽颖（1972年11月—），女，汉族，河北河间人，中华人民共和国政治人物。现任中国图书进出口（集团）有限公司总经理，民进北京市委副主委。第十四届全国政协委员。